# Massengräber in Horjul
Auf dem Gebiet der Gemeinde Horjul in Slowenien wurden bisher (Stand 1/2024) insgesamt zwei Massengräber aus der Zeit um den Zweiten Weltkrieg gefunden.

## Žažar
In Kračali fand man zwei Massengräber bzw. oder nicht gekennzeichnete Gräber, die mit dem Zweiten Weltkrieg in Verbindung stehen.
- Am 2. August 1942 wurden neun Zivilisten aus Šentjošt nad Horjulom und anderen umliegenden Dörfern von Partisanen in den Wald westlich von Žažar gebracht und ermordet. Ihre Leichen wurden in ein Erdloch geworfen, das als Rupe-Massengrab (slowenisch: Grobišče v Rupah) am Hang des Križman-Gipfels (Križmanov vrh) in der Nähe des Weilers Kajndol im benachbarten Smrečje bekannt ist .[1]
- In der Nähe befindet sich ein weiteres Massengrab aus dem Zweiten Weltkrieg, das sogenannte Massengrab von Koprivnik (Grobišče Koprivnik). Es enthält die Überreste slowenischer Zivilisten .[2]